# В'ячеслав Ярославич
В'ячеслав Ярославич (1036–1057) — князь смоленський з 1054, один з молодших синів Ярослава I Мудрого та Інгігерди.

Народився, у Києві, де жив до свого повноліття. Ще за життя батька молодий В'ячеслав одружився з Одою, донькою графа Леопольда Штаденського. 1054 року, після смерті Ярослава, отримав від нього у спадок Смоленське князівство. 
 [6562 (1054)] Престависѧ кнѧзь Рускии Ӕрославь и єще живу сущю єму нарѧди сн҃ъı своӕ рекы имъ ... Изѧславу Кыєвъ ...  а Ст҃ославоу Черниговъ а Всеволоду Переӕславль а Вѧчеславу Смолнескь 
 Через три роки, втім, В'ячеслав помер, залишивши малолітнього сина Бориса.